# La Chapelle, Haiti
La Chapelle är en kommun i Haiti.   Den ligger i departementet Artibonite, i den centrala delen av landet, 40 km norr om huvudstaden Port-au-Prince.